# Pîsarivka, Volodarsk-Volînskîi
Pîsarivka (în ucraineană Писарівка) este un sat în comuna Dașînka din raionul Volodarsk-Volînskîi, regiunea Jîtomîr, Ucraina.

## Demografie
Componența lingvistică a localității Pîsarivka
     Ucraineană (99,25%)
     Alte limbi (0,75%)
Conform recensământului din 2001, majoritatea populației localității Pîsarivka era vorbitoare de ucraineană (99,25%), existând în minoritate și vorbitori de alte limbi.